# León Bonel Sánchez
León Bonel Sánchez (Tarazona, 11 de abril de 1846 - Madrid, 11 de diciembre de 1913) fue un jurista español.

## Biografía
Nació el 11 de abril de 1846 en la localidad zaragozana de Tarazona. Entre las materias que estudió Bonel, autor de diversas obras de derecho, se encontró, además del código civil español, el derecho foral de Aragón. Murió el 11 de diciembre de 1913.